# 章之俭
章之俭（1930年—），男，江苏武进人，中国广播电视技术专家，曾任广播电影电视部高级工程师，中国宇航学会常务理事。